# Charles Passel
Charles F. Passel (9 de abril de 1915 Indianapolis - 27 de diciembre de 2002) fue un explorador polar y científico norteamericano. Junto con Paul Siple) desarrollaron el parámetro climático llamado temperatura de sensación.
Passel tenía un BA en geología de la Miami University (Ohio), un Máster de la Universidad de Indiana.
Passel fue un destacado participante de la tercera Expedición Antártica liderada por Admiral Richard E. Byrd (1939–1941). En dicha expedición Passel tenía asignadas varias tareas, incluida la de ser conductor del equipo de perros.
El diario de Passel se encuentra publicado en el libro Ice.